# Jornal de Notícias
Jornal de Notícias è un quotidiano portoghese fondato a Porto nel 1888.

## Storia
Durante la dittatura fascista dell'Estado Novo fu controllato indirettamente dallo Stato portoghese attraverso l'editore Empresa Nacional de Publicidade (ENP). Il 29 giugno 1976, dopo la Rivoluzione dei Garofani, Jornal de Notícias fu nazionalizzato dal governo portoghese. Negli anni novanta la testata fu venduta al gruppo Lusomundo.